# Ceterach cordatum
Ceterach cordatum là một loài thực vật có mạch trong họ Aspleniaceae. Loài này được (Thunb.) Desv. miêu tả khoa học đầu tiên năm 1827.